# Rapicactus beguinii

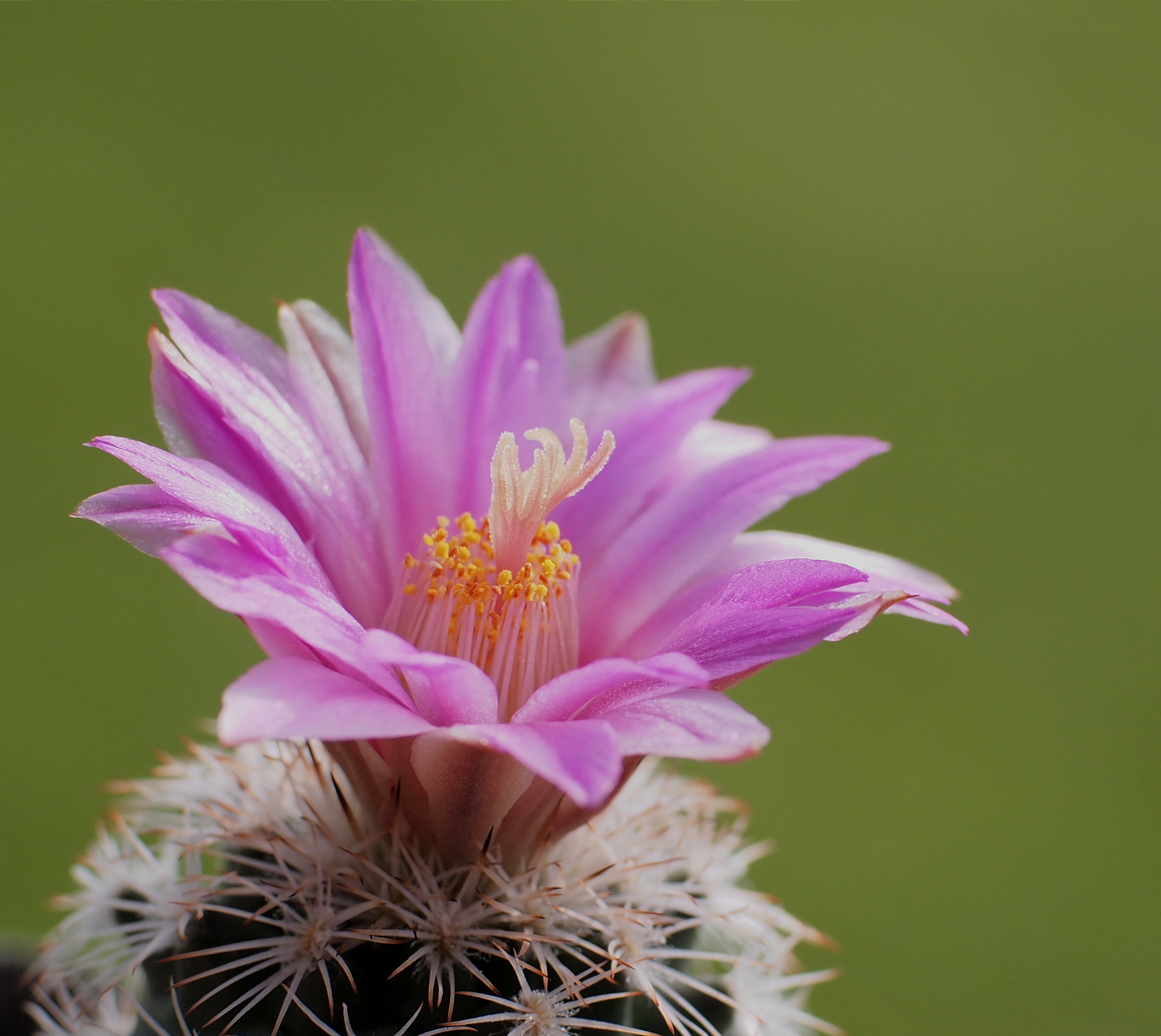
Blüte

Rapicactus beguinii ist eine Pflanzenart in der Gattung Rapicactus aus der Familie der Kakteengewächse (Cactaceae). Das Artepitheton beguinii ehrt Abbé Beguin aus Brignoles.

## Beschreibung
Rapicactus beguinii wächst einzeln mit gräulichen bis bläulich grünen, kugelförmigen bis kurz zylindrisch-kugelförmigen Körpern und hat Faserwurzeln. Die Körper erreichen Wuchshöhen von 7 bis 15 Zentimetern und Durchmesser von 3 bis 10 Zentimetern. Ihre konischen Höcker sind 2 bis 3 Millimeter hoch. Die 2 bis 3 schlanken, geraden, abstehenden Mitteldornen sind weiß bis gelblich braun und an ihrer Spitze dunkler. Sie sind 12 bis 15 Millimeter lang. Die 9 bis 27 ausstrahlenden, geraden, weißen Randdornen sind an ihrer Spitze ebenfalls dunkler und zwischen 4 und 6 Millimeter lang.
Die weißlichen oder gelblich bis magentafarbenen Blüten weisen Durchmesser von 1,2 bis 1,8 Zentimetern auf. Die grünlich magentafarbenen Früchte sind 16 bis 18 Millimetern lang.

## Systematik, Verbreitung und Gefährdung
Rapicactus beguinii ist in den mexikanischen Bundesstaaten Nuevo León, Coahuila, Zacatecas, San Luis Potosí und Tamaulipas verbreitet.
Die Erstbeschreibung als Thelocactus beguinii erfolgte 1983 durch Nigel Paul Taylor. Jonas M. Lüthy stellte die Art 2003 in die Gattung Rapicactus. Weitere nomenklatorische Synonyme sind Turbinicarpus beguinii (N.P.Taylor) Mosco & Zanov. (1997) und Turbinicarpus mandragora subsp. beguinii (N.P.Taylor) Lüthy (1999).
Es werden folgende Unterarten unterschieden:
- Rapicactus beguinii subsp. beguinii
- Rapicactus beguinii subsp. hintoniorum (A.Hofer) Lüthy

Rapicactus beguinii wird in Anhang I des Washingtoner Artenschutz-Übereinkommens geführt.  In der Roten Liste gefährdeter Arten der IUCN wird die Art als „Least Concern (LC)“, d. h. als in der Natur nicht gefährdet, eingestuft.

## Nachweise